# Сухий (Хустський район)
Сухи́й — село в Україні, в Закарпатській області, Міжгірській селищній громаді.
Згадка у 1864- Szuchaj, інші згадки: 1892-Szuha, 1898-Szucha, 1907-та 1913-, 1918- Szárazpatak, 1944-Szuhi, Сухій, 1983-Сухий, Сухой.

## Населення
Згідно з переписом УРСР 1989 року чисельність наявного населення села становила 457 осіб, з яких 209 чоловіків та 248 жінок.
За переписом населення України 2001 року в селі мешкало 395 осіб. 100 % населення вказало своєю рідною мовою українську мову.

## Пам'ятки
- Церква св. Петра і Павла. XVIII ст. У Сухому, як і в сусідніх селах Репинному, Ділу, Тюшці, стоїть дерев’яна церква з готичним завершенням.  Церква в Сухому – ровесниця репинської церкви, тобто походить з XVIII ст., хоч місцеві жителі небезпідставно твердять, що споруда старша за репинську.  У 1801 р. згадують церкву, добре забезпечену церковними речами, що вміщала 120 вірників. Церква тридільна, тризрубна, під двосхилим дахом, над бабинцем – вежа під восьмигранним шатром, що завершується шпилем. Вище опасання та під шатром вежі влаштовано аркади голосниць. На головному фасаді – вісім різьблених стовпчиків, тепер схованих за дерев’яною галереєю з вікнами. Світичі до церкви виготовив Д. Фічоряк.  Біля церкви – традиційна для Міжгір-щини дерев’яна двоярусна дзвіниця під восьмигранним шатровим верхом, а в ній – чотири дзвони, три з яких відлив Ф. Егрі.  Два дзвони виготовлено в 1923 р., на дзвоні 1925 р. написано прізвища фундаторів – Івана Ґилбича та Івана Бряника, а четвертий відлито фірмою “Акорд”. У 1991 р. церкву повернуто греко-католикам.  Юрій Бряник з Репинного повідомив легенду про церкву в Сухому, розказану його дідом. Колись у селі була невелика каплиця, в якій служилося лише на Різдво та Великдень, а згодом селяни вирішили побудувати дерев’яну церкву. Священик запропонував місце на ділянці дідуся Гончара, який мав трьох синів. Дід погодився, і люди взялися до роботи. Незабаром вивели з колод стіни, але на ранок стіни були зруйновані. З’ясувалося, що сини Гончара пошкодували землі і захотіли перешкодити будівництву. Розгніваний люд вимагав, щоб священик прочитав “чорну” молитву і той скорився громаді. Відтоді братів та їх нащадків супроводжували нещастя. Отак стається, коли людина міряється силою з Всевишнім. Церкву спорудили на місці каплиці, але, очевидно, не в XVI ст., як сказано в легенді, а пізніше.